# Parafroneta monticola
Parafroneta monticola là một loài nhện trong họ Linyphiidae.
Loài này thuộc chi Parafroneta. Parafroneta monticola được A. David Blest miêu tả năm 1979.